# Jullianges
Jullianges est une commune française située dans le département de la Haute-Loire, en région Auvergne-Rhône-Alpes.

## Géographie

### Localisation
La commune de Jullianges se trouve dans le département de la Haute-Loire, en région Auvergne-Rhône-Alpes.
Elle se situe à 37 km par la route du Puy-en-Velay, préfecture du département, et à 6 km de Craponne-sur-Arzon, bureau centralisateur du canton du Plateau du Haut-Velay granitique dont dépend la commune depuis 2015 pour les élections départementales.
Les communes les plus proches sont : 
Saint-Victor-sur-Arlanc (3,4 km), Beaune-sur-Arzon (3,5 km), Bonneval (3,9 km), Craponne-sur-Arzon (5,2 km), Félines (5,3 km), Chomelix (5,7 km), Malvières (5,7 km), Saint-Jean-d'Aubrigoux (6,3 km).
|          | Saint-Victor-sur-Arlanc | Craponne-sur-Arzon |
| Bonneval | Jullianges              | Beaune-sur-Arzon   |
|          | Félines                 |                    |

### Climat
Pour des articles plus généraux, voir Climat d'Auvergne-Rhône-Alpes et Climat de la Haute-Loire.
En 2010, le climat de la commune est de type climat des marges montargnardes, selon une étude du Centre national de la recherche scientifique s'appuyant sur une série de données couvrant la période 1971-2000. En 2020, Météo-France publie une typologie des climats de la France métropolitaine dans laquelle la commune est exposée à un climat de montagne ou de marges de montagne et est dans la région climatique Nord-est du Massif Central, caractérisée par une pluviométrie annuelle de 800 à 1 200 mm, bien répartie dans l’année.
Pour la période 1971-2000, la température annuelle moyenne est de 8 °C, avec une amplitude thermique annuelle de 16,3 °C. Le cumul annuel moyen de précipitations est de 882 mm, avec 9,5 jours de précipitations en janvier et 7,6 jours en juillet. Pour la période 1991-2020, la température moyenne annuelle observée sur la station météorologique de Météo-France la plus proche, « Félines_sapc », sur la commune de Félines à 5 km à vol d'oiseau, est de 7,5 °C et le cumul annuel moyen de précipitations est de 930,5 mm,. Pour l'avenir, les paramètres climatiques de la commune estimés pour 2050 selon différents scénarios d'émission de gaz à effet de serre sont consultables sur un site dédié publié par Météo-France en novembre 2022.

## Urbanisme

### Typologie
Au 1er janvier 2024, Jullianges est catégorisée commune rurale à habitat très dispersé, selon la nouvelle grille communale de densité à sept niveaux définie par l'Insee en 2022.
Elle est située hors unité urbaine et hors attraction des villes,.

### Occupation des sols
L'occupation des sols de la commune, telle qu'elle ressort de la base de données européenne d’occupation biophysique des sols Corine Land Cover (CLC), est marquée par l'importance des territoires agricoles (57,8 % en 2018), une proportion sensiblement équivalente à celle de 1990 (57,5 %). La répartition détaillée en 2018 est la suivante : 
forêts (40,5 %), zones agricoles hétérogènes (32,8 %), prairies (25 %), zones urbanisées (1,6 %), milieux à végétation arbustive et/ou herbacée (0,2 %). L'évolution de l’occupation des sols de la commune et de ses infrastructures peut être observée sur les différentes représentations cartographiques du territoire : la carte de Cassini (XVIIIe siècle), la carte d'état-major (1820-1866) et les cartes ou photos aériennes de l'IGN pour la période actuelle (1950 à aujourd'hui).

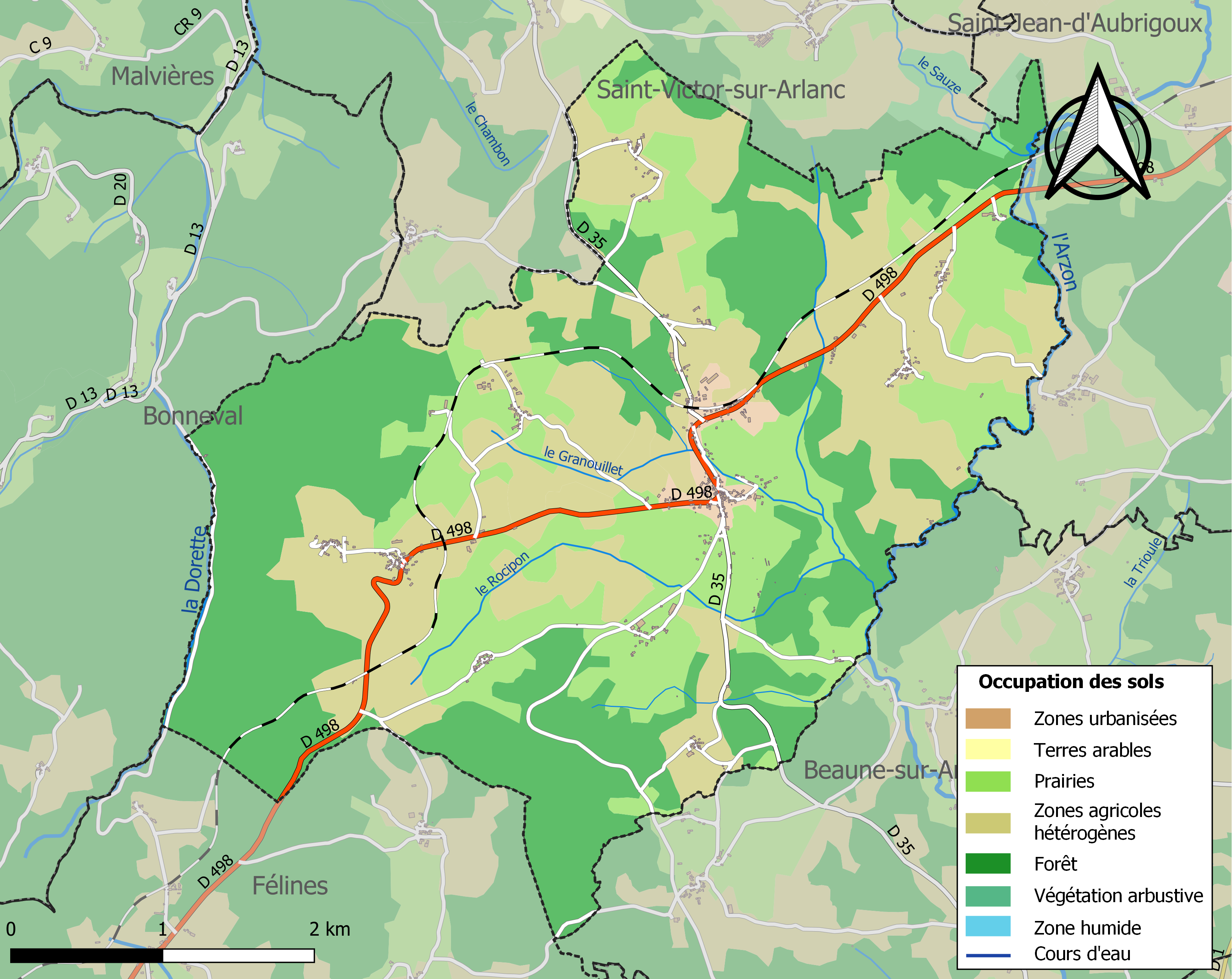
Carte des infrastructures et de l'occupation des sols de la commune en 2018 (CLC).

### Lieux-dits
- Aurelles
- Bailanges
- Bois des Paires
- Bois Gros
- Chanet
- Combres
- Fontannes
- Granouillet
- Jean Joly
- Jorat
- la Bourlione
- la Fournerie
- la Guelle
- la Palla
- le Mont
- Leignac
- les Méas
- les Meignes
- Montreguerry
- Moulin Neuf
- Pissous
- Pressac
- Rioumort
- Rocipon
- Veilhac

### Habitat et logement
En 2018, le nombre total de logements dans la commune était de 318, alors qu'il était de 308 en 2013 et de 302 en 2008.
Parmi ces logements, 59,5 % étaient des résidences principales, 24,5 % des résidences secondaires et 15,9 % des logements vacants. Ces logements étaient pour 93,9 % d'entre eux des maisons individuelles et pour 5,8 % des appartements.
Le tableau ci-dessous présente la typologie des logements à Jullianges en 2018 en comparaison avec celle de la Haute-Loire et de la France entière. Une caractéristique marquante du parc de logements est ainsi une proportion de résidences secondaires et logements occasionnels (24,5 %) supérieure à celle du département (16,1 %) et à celle de la France entière (9,7 %). Concernant le statut d'occupation de ces logements, 81,8 % des habitants de la commune sont propriétaires de leur logement (80,3 % en 2013), contre 70 % pour la Haute-Loire et 57,5 pour la France entière.
| Typologie                                               | Jullianges | Haute-Loire | France entière |
| ------------------------------------------------------- | ---------- | ----------- | -------------- |
| Résidences principales (en %)                           | 59,5       | 71,5        | 82,1           |
| Résidences secondaires et logements occasionnels (en %) | 24,5       | 16,1        | 9,7            |
| Logements vacants (en %)                                | 15,9       | 12,4        | 8,2            |

## Toponymie
Anciennes mentions : Parochia de Jullanias (vers 1175), Villa de Julanges (vers 1260), Prior de Julhanzas (1305), Julhangas (1332), Ecclesia B. Andreæ Juliangiarum (1345), Jullenges en (1401).
Jullianges vient du nom latin de l'homme Julius, avec le suffixe -anicum ou plutôt -anica,.

## Histoire
Le sarassou est une spécialité fromagère que le village fête chaque été depuis des décennies.

## Politique et administration

### Découpage territorial
La commune de Jullianges est membre de la communauté d'agglomération du Puy-en-Velay, un établissement public de coopération intercommunale (EPCI) à fiscalité propre créé le 26 décembre 2016 dont le siège est à Le Puy-en-Velay. Ce dernier est par ailleurs membre d'autres groupements intercommunaux.
Sur le plan administratif, elle est rattachée à l'arrondissement du Puy-en-Velay, au département de la Haute-Loire, en tant que circonscription administrative de l'État, et à la région Auvergne-Rhône-Alpes.
Sur le plan électoral, elle dépend du canton du Plateau du Haut-Velay granitique pour l'élection des conseillers départementaux, depuis le redécoupage cantonal de 2014 entré en vigueur en 2015, et de la deuxième circonscription de la Haute-Loire pour les élections législatives, depuis le redécoupage électoral de 1986.

### Liste des maires

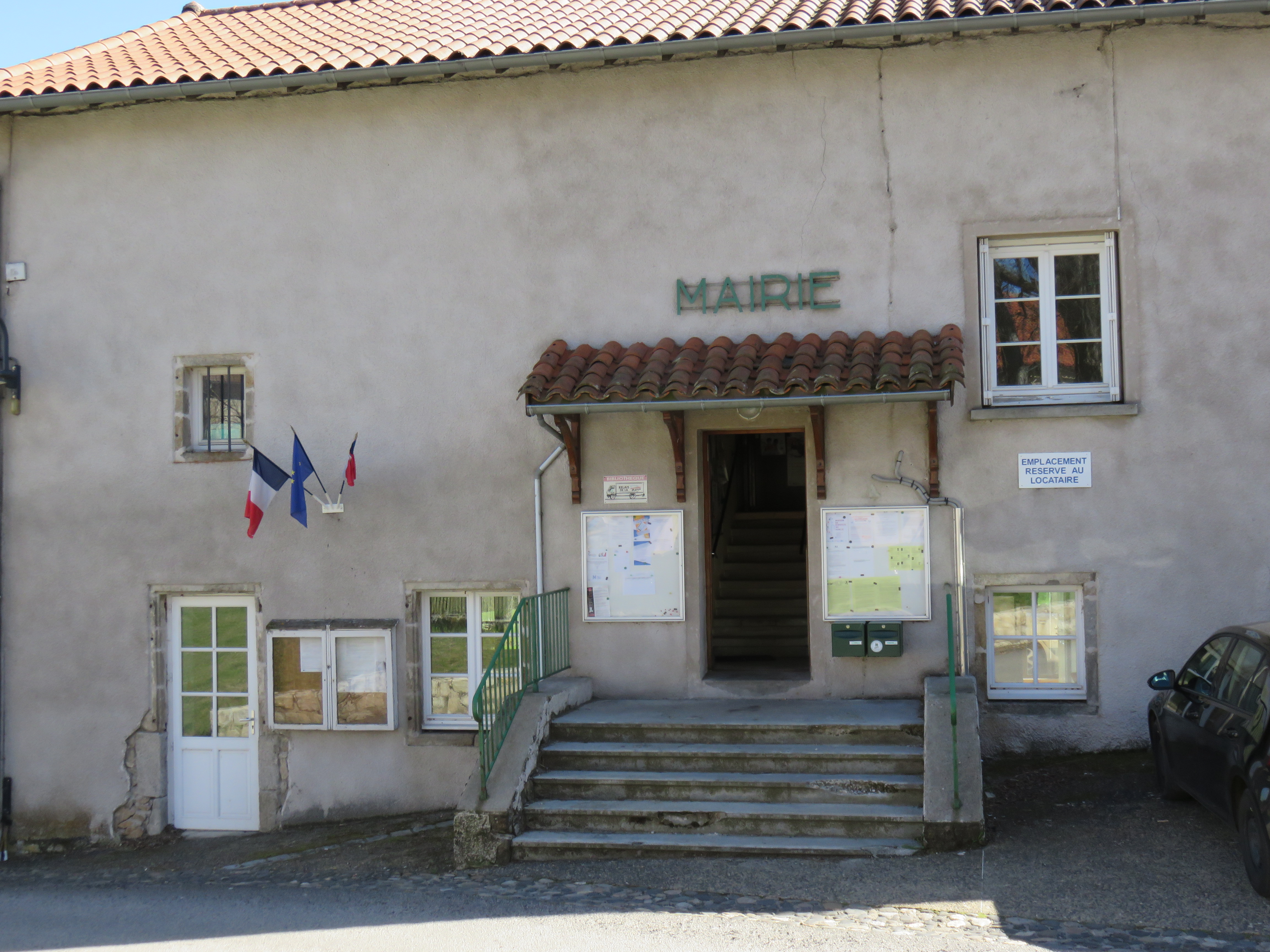
Mairie de Jullianges.

| Période                                  | Période                    | Identité        | Étiquette | Qualité |
| ---------------------------------------- | -------------------------- | --------------- | --------- | ------- |
| Les données manquantes sont à compléter. |                            |                 |           |         |
| mars 2001                                | En cours (au 27 août 2014) | Bernard Brignon | DVD       |         |

## Population et société

### Démographie

#### Évolution démographique
L'évolution du nombre d'habitants est connue à travers les recensements de la population effectués dans la commune depuis 1793. Pour les communes de moins de 10 000 habitants, une enquête de recensement portant sur toute la population est réalisée tous les cinq ans, les populations de référence des années intermédiaires étant quant à elles estimées par interpolation ou extrapolation. Pour la commune, le premier recensement exhaustif entrant dans le cadre du nouveau dispositif a été réalisé en 2006.

En 2022, la commune comptait 434 habitants, en évolution de −1,14 % par rapport à 2016 (Haute-Loire : +0,36 %, France hors Mayotte : +2,11 %).
| 1793 | 1800 | 1806 | 1821  | 1831  | 1836  | 1841  | 1846  | 1851  |
| ---- | ---- | ---- | ----- | ----- | ----- | ----- | ----- | ----- |
| 913  | 813  | 996  | 1 011 | 1 063 | 1 108 | 1 153 | 1 156 | 1 117 |

| 1856  | 1861  | 1866  | 1872 | 1876 | 1881 | 1886  | 1891 | 1896 |
| ----- | ----- | ----- | ---- | ---- | ---- | ----- | ---- | ---- |
| 1 095 | 1 095 | 1 049 | 934  | 990  | 978  | 1 015 | 977  | 947  |

| 1901  | 1906 | 1911  | 1921 | 1926 | 1931 | 1936 | 1946 | 1954 |
| ----- | ---- | ----- | ---- | ---- | ---- | ---- | ---- | ---- |
| 1 028 | 992  | 1 018 | 859  | 770  | 731  | 737  | 674  | 649  |

| 1962 | 1968 | 1975 | 1982 | 1990 | 1999 | 2006 | 2011 | 2016 |
| ---- | ---- | ---- | ---- | ---- | ---- | ---- | ---- | ---- |
| 578  | 529  | 439  | 402  | 343  | 382  | 412  | 452  | 439  |

| 2021 | 2022 | - | - | - | - | - | - | - |
| ---- | ---- | - | - | - | - | - | - | - |
| 436  | 434  | - | - | - | - | - | - | - |

#### Pyramide des âges
En 2018, le taux de personnes d'un âge inférieur à 30 ans s'élève à 30,6 %, soit en dessous de la moyenne départementale (31 %). À l'inverse, le taux de personnes d'âge supérieur à 60 ans est de 32,3 % la même année, alors qu'il est de 31,1 % au niveau départemental.
En 2018, la commune comptait 227 hommes pour 213 femmes, soit un taux de 51,59 % d'hommes, largement supérieur au taux départemental (49,13 %).
Les pyramides des âges de la commune et du département s'établissent comme suit.
| Hommes | Classe d’âge | Femmes |
| ------ | ------------ | ------ |
| 0,9    | 90 ou +      | 1,0    |
| 5,8    | 75-89 ans    | 12,0   |
| 22,9   | 60-74 ans    | 22,4   |
| 24,8   | 45-59 ans    | 17,8   |
| 15,0   | 30-44 ans    | 16,3   |
| 14,9   | 15-29 ans    | 12,6   |
| 15,7   | 0-14 ans     | 18,0   |

| Hommes | Classe d’âge | Femmes |
| ------ | ------------ | ------ |
| 0,9    | 90 ou +      | 2,5    |
| 8,4    | 75-89 ans    | 11,7   |
| 20,4   | 60-74 ans    | 20,5   |
| 21,3   | 45-59 ans    | 20,3   |
| 16,8   | 30-44 ans    | 16,3   |
| 15,2   | 15-29 ans    | 13,2   |
| 17     | 0-14 ans     | 15,6   |

## Économie

### Revenus
En 2018, la commune compte 190 ménages fiscaux, regroupant 423 personnes. La médiane du revenu disponible par unité de consommation est de 19 830 € (20 800 € dans le département).

### Emploi
| Division       | 2008  | 2013  | 2018  |
| -------------- | ----- | ----- | ----- |
| Commune        | 8,1 % | 7,9 % | 8,2 % |
| Département    | 6,3 % | 7,7 % | 7,7 % |
| France entière | 8,3 % | 10 %  | 10 %  |

En 2018, la population âgée de 15 à 64 ans s'élève à 257 personnes, parmi lesquelles on compte 74,2 % d'actifs (66 % ayant un emploi et 8,2 % de chômeurs) et 25,8 % d'inactifs,. Depuis 2008, le taux de chômage communal (au sens du recensement) des 15-64 ans est supérieur à celui du département, mais inférieur à celui de la France.
La commune est hors attraction des villes,. Elle compte 66 emplois en 2018, contre 74 en 2013 et 82 en 2008. Le nombre d'actifs ayant un emploi résidant dans la commune est de 172, soit un indicateur de concentration d'emploi de 38,2 % et un taux d'activité parmi les 15 ans ou plus de 52,7 %.
Sur ces 172 actifs de 15 ans ou plus ayant un emploi, 47 travaillent dans la commune, soit 27 % des habitants. Pour se rendre au travail, 85 % des habitants utilisent un véhicule personnel ou de fonction à quatre roues, 7 % s'y rendent en deux-roues, à vélo ou à pied et 8,1 % n'ont pas besoin de transport (travail au domicile).

## Culture locale et patrimoine

### Lieux et monuments

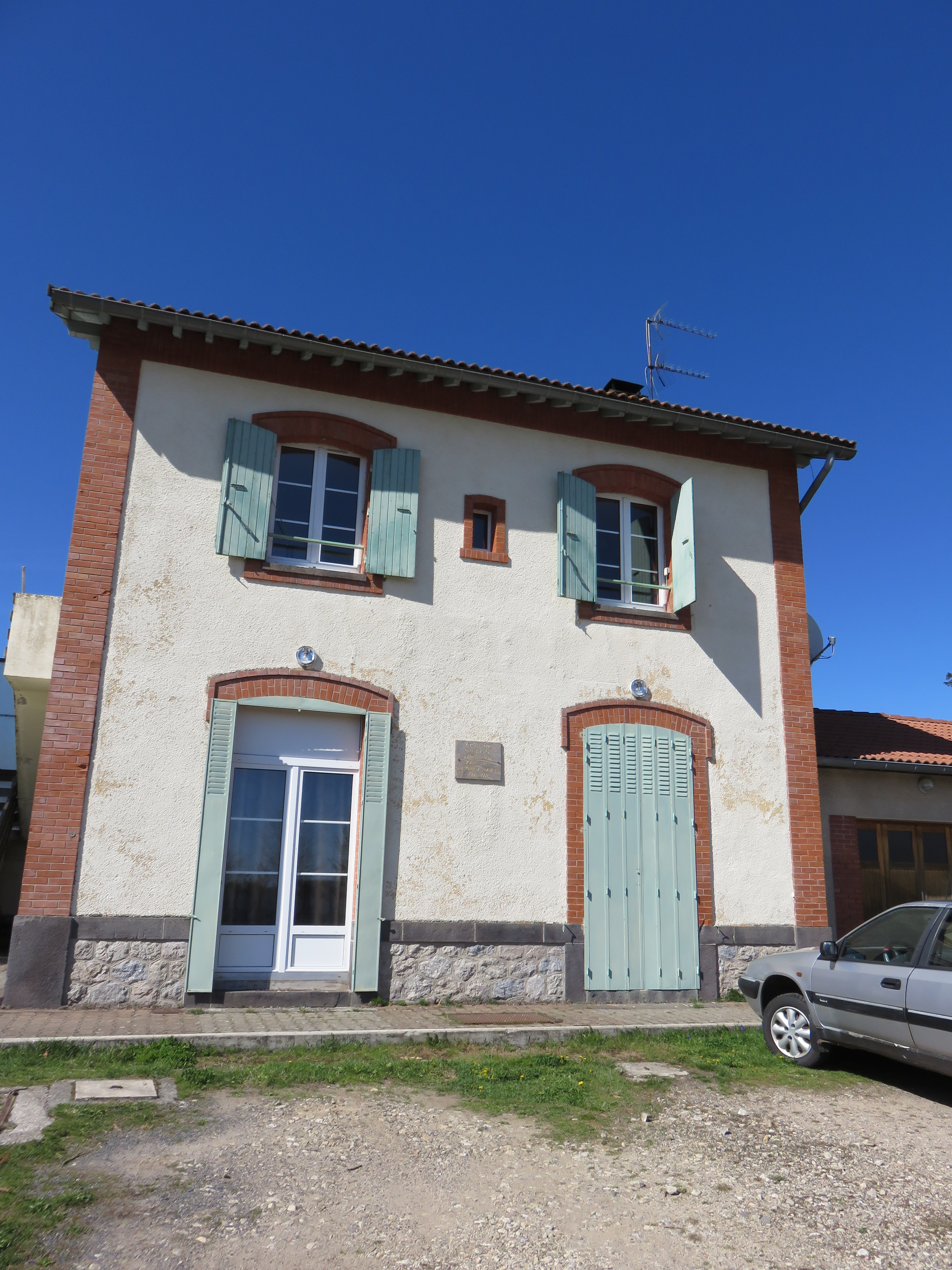
Ancienne gare de Jullianges, située sur le chemin de fer du Haut Forez.

- Chemin de fer du Haut Forez, qui a repris une partie de la ligne Bonson – Sembadel, fermée au trafic voyageurs en juillet 1969.
- Hippodrome : le plus haut de France métropolitaine[25].
- Église Saint-André, XIVe-XVe siècles.
- Plan d'eau avec camping.